# Estía

Estía (en grec moderne : Εστία / Estía, officiellement Ἑστία / Hestía) est un journal national grec publié à Athènes. Il est indépendant politiquement mais considéré comme très conservateur, positionné au centre droit.

## Langage
Comme les tendances politiques et la langue utilisée dans une publication en Grèce sont étroitement liées, Estía est également connu pour son langage conservateur. C’était pendant longtemps le seul quotidien à être encore écrit en katharévousa, une forme puriste et archaïsante du grec moderne qui est sorti de l’usage officiel administratif en 1976. Aujourd'hui, Estía utilise une forme conservatrice du grec moderne standard (κοινὴ νεοελληνική). Comme la katharévousa demande l’ancien système polytonique, Estía a également refusé de suivre la réforme grecque sur l’accentuation en 1982 qui instaure le système monotonique. Ayant abandonné la katharévousa, elle continue tout de même à utiliser le système polytonique.